# Rice Lake (Wisconsin)
Rice Lake es una ciudad ubicada en el condado de Barron en el estado estadounidense de Wisconsin. En el Censo de 2010 tenía una población de 8.438 habitantes y una densidad poblacional de 335,66 personas por km².

## Geografía
Rice Lake se encuentra ubicada en las coordenadas 45°28′55″N 91°44′45″O / 45.48194, -91.74583. Según la Oficina del Censo de los Estados Unidos, Rice Lake tiene una superficie total de 25.14 km², de la cual 22.28 km² corresponden a tierra firme y (11.35%) 2.85 km² es agua.

## Demografía
Según el censo de 2010, había 8.438 personas residiendo en Rice Lake. La densidad de población era de 335,66 hab./km². De los 8.438 habitantes, Rice Lake estaba compuesto por el 96.21% blancos, el 0.31% eran afroamericanos, el 0.85% eran amerindios, el 0.79% eran asiáticos, el 0.01% eran isleños del Pacífico, el 0.55% eran de otras razas y el 1.28% pertenecían a dos o más razas. Del total de la población el 2.41% eran hispanos o latinos de cualquier raza.